# Kontrafakt
Kontrafakt ist der Name einer Hip-Hop-Band aus Piešťany in der Slowakei.
Die Band wurde Ende des Jahres 2001 gegründet. Ihre Mitglieder sind Michal Straka (Ego), Patrik Vrbovský (Rytmus) und Ondrej Beňačka (DJ Anys). Sie geben Konzerte in der Slowakei und ganz Mitteleuropa.
Das erste Album, Kontrafakt (12"), wurde auf Selbstkosten als MURDAR DEMLES, mit der Koproduktion BbaRáK, im Jahr 2003 produziert. Im Jahr 2004 veröffentlichten Kontrafakt das Album E.R.A., die Produktion dieser Platte übernahm Sony Music Entertainment Tschechien.
In ihren Texten werden oft Schimpfwörter benutzt. Kontrafakt arbeitet mit Musikern aus der tschechischen Szene sowie aus Polen oder Russland (WWO, P13) zusammen. Im Jahr 2006 veröffentlichte das Bandmitglied Rytmus sein erstes Soloalbum Bengoro (deutsch: Bosheit).
Ende 2007 erschien mit dem Album Bozk na rozlúčku das vierte Werk der Band.
Am 13. Dezember 2019 wurde das Album "Real Newz" über das Label "Tvoj Tatko Records" veröffentlicht.

## Diskografie
- Kontrafakt (12") (2003)
- E.R.A. (2004)
- Bengoro (2006, Rytmus Solo)
- Bozk na rozlúčku (2007)
- Si zabil (2008, Rytmus compilation)
- Kral (2009, Rytmus Solo)
- Fenomen (2011, Rytmus Solo)
- Navždy (2014)
- Real Newz (2019)
- KF jako Rolls (2021)